# 5502 Брашир
5502 Брашир (5502 Brashear) — астероїд головного поясу, відкритий 1 березня 1984 року.
Тіссеранів параметр щодо Юпітера — 3,336.